# Annemarie Dose

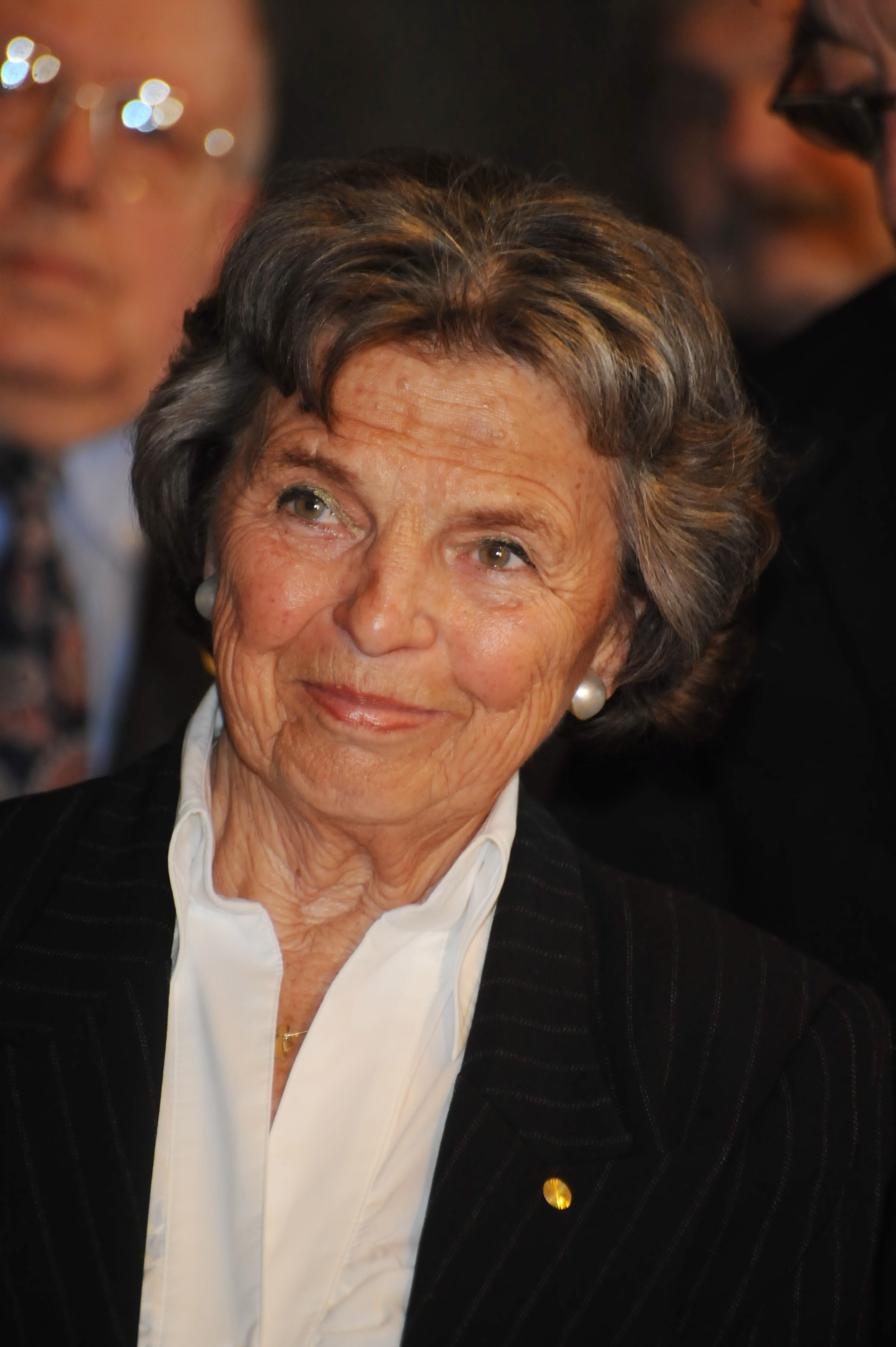
Annemarie Dose, Gründerin der Hamburger Tafel

Annemarie „Ami“ Dose (* 29. August 1928 in Sörnewitz; † 28. April 2016 in Hamburg) war eine deutsche Philanthropin. Sie war Gründerin der Hamburger Tafel und Trägerin des Bundesverdienstkreuzes.

## Leben
Annemarie Dose wurde 1928 in Sörnewitz in der sächsischen Amtshauptmannschaft Meißen geboren und wuchs dort bei den Großeltern auf. Ab 1952 lebte sie in Hamburg-Volksdorf, wo 1993 ihr Mann starb. Um sich von ihrer Trauer abzulenken, gründete Annemarie Dose, die nur „Ami“ gerufen wurde, 1994 die Hamburger Tafel als dritte Tafel in Deutschland. Nachdem sie anfangs das Brot noch selbst von Bäckern abgeholt und an Bedürftige verteilt hatte, gelang es, ein Netzwerk an Ehrenamtlichen aufzubauen. Als der Umfang der Spenden stark wuchs, mussten Kühlfahrzeuge eingesetzt werden und ein Lager eingerichtet werden. Inzwischen werden in Hamburg mehr als 20.000 Bedürftige durch die Lebensmittel- und Sachspenden der Tafel versorgt; über 100 Ehrenamtliche mit 13 Kühlfahrzeugen sammeln wöchentlich ca. 40 Tonnen Lebensmittel ein. 2024 versorgte die Tafel rund 30.000 Menschen pro Woche mit Essen.
Für ihr Engagement wurde die Gründerin der Hamburger Tafel 2009 mit dem Bundesverdienstkreuz Erster Klasse ausgezeichnet.

## Die Annemarie-Dose-Stiftung
Anfang 2002 gründete Dose die Annemarie-Dose-Stiftung für die Hamburger Tafel. Gemeinnützigen Vereinen ist es nach der Abgabenordnung nicht möglich, längerfristige Rücklagen zu bilden. Mit der Stiftung durften nun Rücklagen zur Absicherung der Tafel gebildet werden.

## Dokumentarfilm
2019 erschien der Dokumentarfilm Ami über Doses Leben, der hauptsächlich durch Interviews von Nachfahren und Zeitgenossen die Geschichte der Hamburger Tafel erzählt. Das Werk wurde im Rahmen des Hamburger Filmfestes 2019 auch im Koralle Kino in Hamburg-Volksdorf gezeigt, wo Annemarie Dose viele Jahre lebte.

## Der Annemarie Dose Preis
Der Hamburger Senat zeichnet mit dem nach ihr benannten Preis seit 2019 innovative Engagement-Projekte aus, „die in herausragender Weise den gesellschaftlichen Zusammenhalt in Hamburg stärken“. Er wird jährlich Ende August rund um den Geburtstag der Namensgeberin verliehen.